# Sección de cuerdas

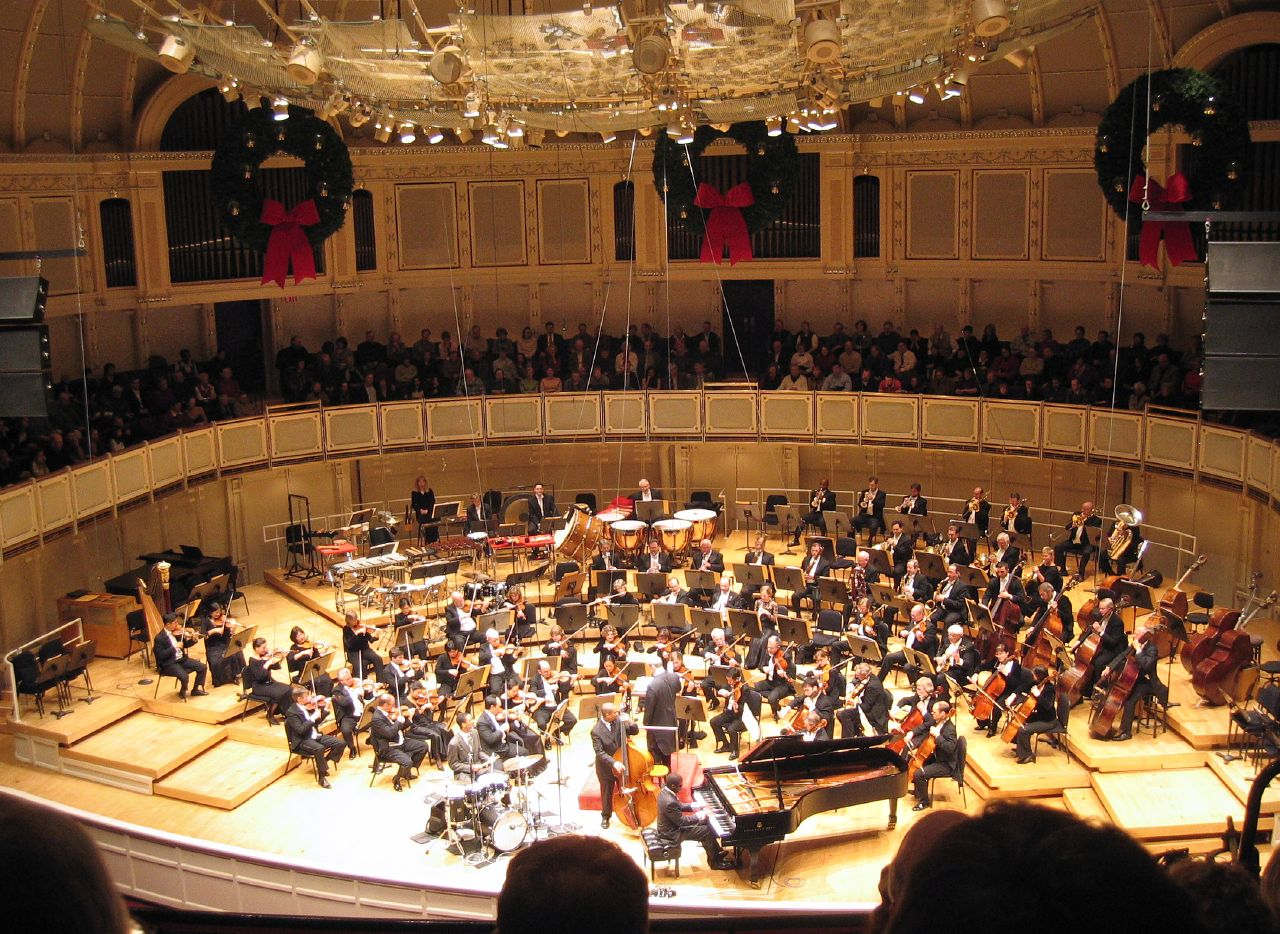
La Orquesta Sinfónica de Chicago, ensayando con un grupo de jazz. Las secciones de cuerdas están al frente de la orquesta, dispuestos en un semicírculo alrededor del podio del director.

La sección de cuerda es el cuerpo más grande de la orquesta clásica tradicional. Normalmente consta de los violines primeros, violines segundos, violas, violonchelos y contrabajos. En los debates sobre instrumentación de una obra musical, la expresión «las cuerdas» o «cuerdas» se usa para indicar una sección de cuerda. Una orquesta que consta únicamente de una sección de cuerda se llama orquesta de cuerda. Se utilizan pequeñas secciones de cuerdas en arreglos de música jazz, pop y rock.

## Disposición de los asientos y de las funciones

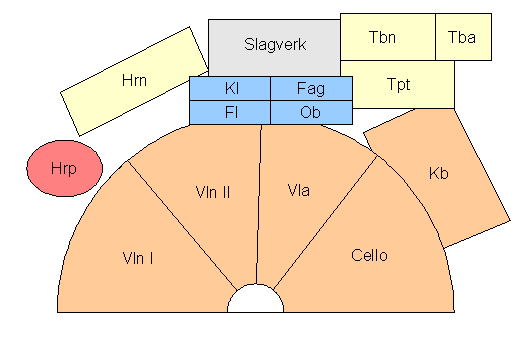
Disposición de los asientos para una orquesta. Los violines primeros son catalogados de "Vln I"; los violines segundos son "Vln II", las violas son "Vla", los violonchelos son "Cello" y los contrabajos son "Kb".

La disposición más habitual es situar las secciones de los violines primeros, violines segundos, violas y violonchelo dispuestas en sentido horario alrededor del director, con los contrabajos ubicados detrás de los violonchelos a la derecha. Los primeros violines son dirigidos por el concertino de la orquesta; cada una de las otras secciones de cuerdas también tiene un músico principal (segundo violín principal, viola principal, violonchelo principal y contrabajo principal) que son los encargados de interpretar los solos orquestales de la sección, marcar las entradas y, en algunos casos, fijas el sentido de los arcos de la sección (el concertino puede fijar los arcos para todas las secciones, o solo por las cuerdas más agudas). Los intérpretes principales de cada sección de cuerdas se sientan al frente de su sección, cerca del director y en la fila más cercana al público.

### Sección de violines segundos
Los miembros de la sección de violines segundos interpretan usando el mismo instrumento que los primeros (un violín) pero cada sección tiene una parte de violín separada. La parte del violín segundo, es en general más grave en tono que la parte del violín primero, y los violines segundos pueden alternar entre un papel de acompañamiento y la interpretación de una línea melódica, que puede ser una armonía que apoye la de los violines primeros. Los violines segundos, junto con las violas, son consideradas las «voces interiores» de la sección de cuerda. Las «voces externas» de la sección de cuerda son los primeros violines en los agudos y los contrabajos y violonchelo en el registro grave.
En el siglo XIX era habitual situar los primeros y segundos violines en lados opuestos (violín I, chelos, viola, violín II), resultando evidente que sus partes se cruzaban, por ejemplo, en la apertura del final la Sexta sinfonía de Chaikovski.
Si el espacio o los músicos son limitados, los violonchelos y los contrabajos se pueden poner en el medio, los violines y las violas de la izquierda (por lo tanto, de cara al público) y los vientos a la derecha; esta es la disposición habitual en fosos de orquesta. La disposición también puede ser especificada por el compositor, como en Música para Cuerdas, Percusión y Celesta de Béla Bartók, que utiliza secciones de cuerdas antifonales, una a cada lado del escenario.

### Sección de contrabajos
La sección de los contrabajos toca la línea de bajo. En obras sinfónicas de música clásica, especialmente de la época del Barroco (1600-1750) y la época clásica (1750-1820), el contrabajo y el violonchelo suelen tocar la misma parte, con la etiqueta «Bassi». Sin embargo, el contrabajo es un instrumento transpositor, los notas del contrabajo suenan una octava por debajo de los de la parte del violoncelo. En la época clásica, algunos compositores como Haydn y Beethoven comenzaron a dar diferentes partes a los contrabajos y violonchelos. Mientras que en algunos casos, como el Recitativo de la Novena Sinfonía de Beethoven, los contrabajos tenían un papel mucho más melódico, en general, la tendencia significaba que los bajos recibieron las líneas de bajo más simples, mientras que las líneas de bajo más melódicas o técnicamente más difíciles fueron dadas a los violonchelos.

## Colocación en el escenario
La colocación habitual sitúa los violines, violas y violonchelos sentados de dos en dos compartiendo un atril, con los miembros de cada sección dispuestos en columna detrás de los dos primeros artistas intérpretes. Cada líder de sección se sitúa por lo general en el exterior de la primera silla, la más cercana a la audiencia. 
Hay más variaciones en la disposición de la sección de los contrabajos, dependiendo del tamaño de la sección y el tamaño del escenario. Los contrabajos se disponen comúnmente en un arco detrás de los violonchelos, ya sea de pie o sentados en taburetes altos, generalmente con dos músicos compartiendo un atril; aunque a veces, debido a la gran anchura del instrumento, es más fácil que cada uno tenga su propio atril. Generalmente, no hay tantos contrabajos como violonchelos, por lo que se disponen o en una fila, o si es una sección más grande, en dos filas, con la segunda fila detrás de la primera.

## Números de músicos y asignación de partes
El tamaño de una sección de cuerdas puede ser expresado con una fórmula del estilo (por ejemplo) 10-10-8-10-6, que designa el número de violines primeros, segundos, violas, violonchelos y contrabajos. Los números pueden variar ampliamente, por lo que en una gran orquesta que podría ser 14-14-12-12-10; la orquesta de La création du monde de Darius Milhaud es 1-1-0-1-1. Los números son generalmente pares porque normalmente dos músicos comparten un atril. 
La música de una sección de cuerdas no está necesariamente escrita en cinco partes, las partes pueden ser asignadas a más de un instrumento, y a veces ciertos instrumentos son omitidos. Por lo tanto en la música del período clásico, los violonchelos y contrabajos a menudo interpretan la misma música, sus piezas que por lo general se escriben en un solo compás, y las notas del contrabajo suenan una octava más baja que lo escrito.

### Sección de cuerda sin violines
En el oratorio de Haydn La Creación, la música con la que Dios le dice a las bestias recién creadas fructificaos y multiplicaos alcanza un rico tono oscuro por su disposición con violas y violonchelos en divisi, es decir con dos voces, y los violines en tacet. Obras famosas sin violines incluyen al sexto de los Conciertos de Brandenburgo, de Bach, Segunda Serenata de Brahms, Requiem de Andrew Lloyd Webber, y la ópera Akhnaten de Philip Glass. Las versiones originales del Réquiem y Cantique de Jean Racine de Fauré fueron escritas sin partes de violín, y en su lugar hay partes de 1º y 2º viola, y de 1º y 2º violonchelo; aunque partes opcionales de violín fueron añadidos más tarde por los editores.

### Sección de cuerda sin violas
Handel escribió a menudo obras para cuerdas sin violas: por ejemplo, muchos de sus Chandos Anthems. Las misas y ofertorios de Mozart escritas para la catedral de Salzburgo rutinariamente prescindían de las violas, como lo hicieron sus danzas. Leonard Bernstein omitió las violas en West Side Story.

### Sección de cuerda sin violines o violas
La Sinfonía de los Salmos de Stravinski no tiene parte para violín o violas.

### La división de partes instrumentales en una sección
También es posible que más de una parte sea asignado a instrumentos de una sección; esta práctica es designado con el término italiano divisi (abreviado div.). Así, cuando los violines se omiten, las violas y violonchelos están divididas. En el segundo movimiento de la Sexta sinfonía, Beethoven especifica que los violonchelos deben dividirse así: dos músicos cubren la parte más ornamentada mientras que el resto tocan la parte del bajo una octava aguda. Probablemente, son más frecuentes los casos en que una sección está dividida solo por un breve período. Salvo en casos especiales como el movimiento de Beethoven que acabamos de mencionar, el procedimiento normal para el divisi de pasajes es que el intérprete de la parte exterior del atril (la más cercana a la audiencia) toque la parte superior, y el otro la inferior. Esta práctica es a menudo llevada a los extremos para lograr efectos especiales, con divisiones en más de dos partes: por ejemplo, en la música orquestal de Richard Strauss.

## En otros géneros musicales
La expresión sección de cuerdas también es usada para describir un grupo de instrumentos de cuerda con arco usados en música rock, pop, jazz y comercial. En este contexto, el tamaño y la composición de la sección de cuerda está menos estandarizada, y por lo general son más pequeñas, que la agrupación clásica.